# Zickra (Berga-Wünschendorf)
Zickra ist ein Ortsteil von Berga-Wünschendorf im Landkreis Greiz in Thüringen, etwa 120 Einwohner leben im Ortsteil.

## Lage und Ortsbild
Zickra liegt in einem südwestlich allmählich ansteigenden Seitental bei Berga/Elster, in dem die Bundesstraße 175 angelegt worden ist. Das Elsterknie bei Zickra ergab im Gelände durch Erosionen eine etagenmäßige Erhöhung des Geländes, die sich dann bis zur Anhöhe fortsetzt. Die etwa 200 Hektar messende Flur des Ortes befindet sich im Thüringer Schiefergebirge.
An den bäuerlich geprägten Ortskern mit einer stattlichen zweihundertjährigen Rosskastanie schließt sich heute eine Neubausiedlung entlang der Landstraße nach Weida an.

## Geschichte
Die urkundliche Ersterwähnung erfolgte 1307. Der Landadelige Konrad von Bockwitz, der über Einkommen oder Streubesitz im Ort zu Cycorawe verfügte, stiftete als Seelgerät 12 Schillinge Zins. Der Vogt Heinrich IV. von Gera stiftete 1330 ebenfalls Zinseinkünfte in Höhe von neun Schilling an das Kloster Cronschwitz. Ab 1378 ist die Zugehörigkeit zur Herrschaft Berga belegt, die Bewohner waren nach Clodra eingepfarrt.
Am 21. März 1920 tobten in Sichtweite des Ortes heftige Kämpfe, die als „Schlacht bei Zickra“ bekannt wurden. Die am Kapp-Putsch beteiligten Reichswehr-Einheiten kapitulierten. In der Gaststätte von Zickra befand sich in der DDR-Zeit eine heimatgeschichtliche Ausstellung zu diesen Kampfhandlungen.
Am 1. Juli 1950 wurde die bis dahin eigenständige Gemeinde Dittersdorf eingegliedert. 1974 wurde die Gemeinde nach Clodra eingemeindet, das wiederum 20 Jahre später nach Berga/Elster wechselte. Berga wurde wiederum am 1. Januar 2024 ein Ortsteil der Stadt Berga-Wünschendorf.

## Kultur
Der Kulturhof ARTigani ist Ort regelmäßiger Veranstaltungen, unter anderem im Rahmen der Jazzmeile Thüringen, in einer kleinen Manufaktur werden Knöpfe und Schmuckstücke hergestellt. Auch der Weihnachtsmarkt hält hier traditionell seine Waren feil.